# Атеи
Атеите (gens Ateia) са плебейска фамилия от Древен Рим.
Известни от фамилията:
- Гай Атей Капитон, народен трибун 55 пр.н.е.[1][2]
- Гай Атей Капитон, юрист и суфектконсул 5 г.[3]
- Луций Атей Претекстат, Philologus, граматик 1 век пр.н.е.
- Атей Санкт, форма от Тит Ай Санкт, оратор и учител на император Комод.[4]